# Jarl Malmgren
Jarl Edvard Malmgren, född 12 september 1908 i Karis, död 5 juni 1942 i Pogost; Sovjetunionen, var en finlandssvensk fotbolls- och bandyspelare.

## Biografi
Jarl Malmgren spelade under sin fotbollskarriär som mittfältare, och  under olympiska spelen i Berlin 1936 fick han äran att bära kaptensbindeln i det finländska fotbollslandslaget. Malmgren stupade i en ålder av 33 år under finska fortsättningskriget  i byn Pogost, by i närheten av Olonets i ryska Karelen. Vid dödstillfället innehade han militärgraden löjtnant. Jarl Malmgren ligger begraven på Sandudds begravningsplats i Helsingfors. 

## Meriter
Med helsingforsklubben IFK Helsingfors vann han finländska mästerskapen i fotboll fyra gånger, 1930, 1931, 1933 och 1937.
Allt som allt spelade Malmgren 32 A-landskamper i fotboll, och gjorde i dem totalt sju mål.
Jarl Malmgren var även en duktig bandyspelare, och vann med sin hemmaförening HIFK finländska mästerskapen i bandy under åren 1934, 1935 och 1938.